# Trattamenti alternativi contro il cancro

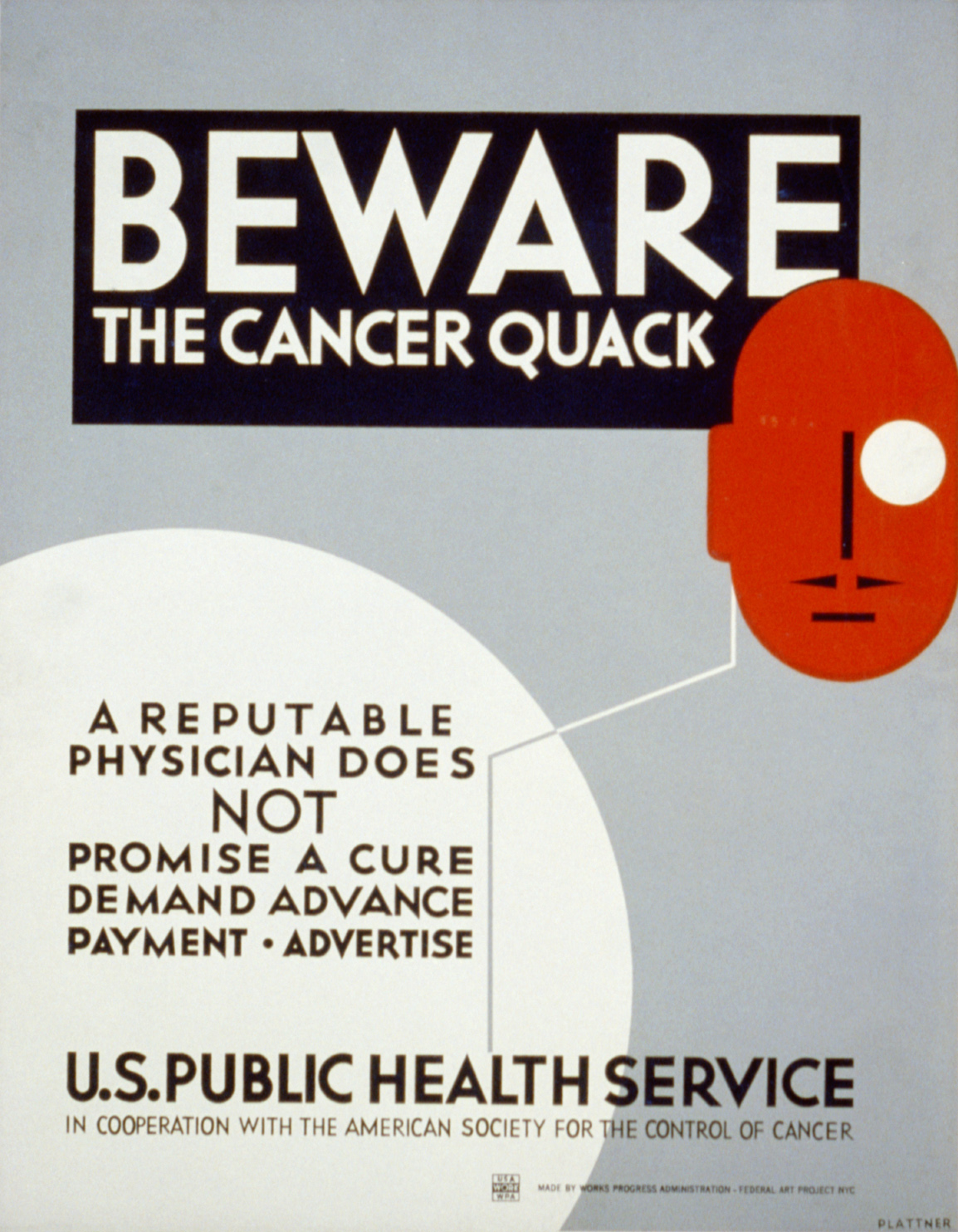
Manifesto statunitense degli anni trenta che invita a non fidarsi di quei medici che promettono di guarire il cancro

I trattamenti alternativi contro il cancro sono dei metodi di trattamento alternativi - non accettati dalla scienza medica in quanto privi di prove di efficacia clinicamente fondate - proposti dalla medicina alternativa per il presunto trattamento delle patologie tumorali.
Prima degli anni quaranta del XX secolo, quando la scienza medica cominciò ad usare i moderni trattamenti radioterapici e chemioterapici accanto alla terapia chirurgica, il tasso di sopravvivenza a 5 anni dei pazienti era di solo il 10%, con i nuovi trattamenti i pazienti che sopravvivono oltre i 5 anni sono il 76%. Ciò nonostante, la presenza di effetti collaterali e la non certezza della riuscita della cura hanno creato sempre più appeal verso terapie pseudoscientifiche che sovente promettono di essere certe nel risultato e prive di effetti collaterali e questo a dispetto di ogni evidenza clinica e scientifica.

## Caratteristiche
L'espressione si riferirebbe a tutte quelle presunte cure che non sono state approvate dalle agenzie pubbliche responsabili della regolamentazione dei farmaci. Essi comprendono diete, esercizio fisico, uso di sostanze chimiche e farmaci, erbe, dispositivi e procedure manuali, prescrizioni religiose, ed altro. I trattamenti possono essere stati testati e non supportati da studi sottoposti a revisione paritaria, o perché non è stata condotta una corretta sperimentazione, o perché il test non ha dimostrato significativa efficacia statistica (non è infatti sufficiente un numero limitato di successi o varie testimonianze aneddotiche per valutare la presunta efficacia di un trattamento). Alcuni di questi presunti trattamenti alternativi possono essere pericolosi, o ritardare l'accesso a terapie efficaci.
Non vanno confusi con i trattamenti sperimentali, che sono trattamenti per i quali la prova sperimentale è attualmente in corso. Ad esempio la chemioterapia dei tumori oggi utilizzata è stata considerata un trattamento contro il cancro sperimentale prima di ricevere l'approvazione, ed al momento sono in fase di sperimentazione avanzata nuovi promettenti approcci farmacologici basati sulla biologia molecolare delle cellule neoplastiche (targeted therapy).
In entrambi i casi non si può parlare di trattamenti alternativi, nemmeno durante la fase di sperimentazione, in quanto hanno seguito la normale procedura di validazione delle cure secondo standard accettati dalla comunità scientifica, cosa che le differenzia dalle cure alternative, le quali basano la presunta prova di efficacia sull'aneddotica, sui casi singoli, sulle remissioni spontanee (che sono molto rare) o su un presunto principio di autorità, spesso autocertificato.
Tali terapie possono essere classificati sostanzialmente in tre gruppi: 
- i trattamenti alternativi offerti come un sostituto per il trattamento medico standard, ma esclusi e ritenuti inutili (e talvolta dannosi e pericolosi): sono il metodo Di Bella[5], il metodo Kousmine, il metodo Gerson, l'Essiac, il metodo Simoncini, le cure anticancro della medicina ortomolecolare, della fitoterapia, dell'omeopatia e del reiki, la Nuova Medicina Germanica, la terapia 714-X e la dieta Budwig;
- trattamenti alternativi come aggiunta al trattamento standard: le varie diete anticancro[6] o l'Escoazul[7] e la stessa fitoterapia;
- trattamenti proposti in passato ma ritenuti ormai obsoleti anche nello stesso ambiente della medicina alternativa, che tuttavia godono ancora di alcuni sostenitori: ad esempio il Siero Bonifacio[8][9] o le gocce di Vieri.

Le terapie alternative e quelle obsolete vengono rifiutate dalla medicina, mentre quelle integrative, come le diete vegetariane, vengono talvolta accettate dall'oncologia, benché solo come prevenzione e come supporto alla terapia del cancro con i metodi scientificamente riconosciuti.

## Il dibattito

### Le critiche dei sostenitori
Con l'utilizzo delle tecniche appartenenti alla medicina, e verificate secondo le moderne metodiche scientifiche (EBM) la durata della vita, nella maggioranza dei casi, viene prolungata e in casi consistenti si perviene anche alla guarigione completa; alcune di queste tecniche, in particolare alcuni chemioterapici, hanno effetti collaterali che vanno dal fastidioso e/o sgradevole, come il vomito, la stanchezza e l'alopecia nella tossicità acuta, fino ad effetti potenzialmente letali, sia dovuti a tossicità acuta sia cronica, come la distruzione temporanea del sistema immunitario e del midollo osseo (in caso di trattamenti massicci), problemi al fegato e al cervello, sviluppo di nuovi tumori indipendenti, patologie cardiache; ciò impedisce una cura pesante e integrale che potrebbe eliminare le metastasi, da un lato, ma uccidere anche il paziente stesso. Inoltre la guarigione può essere certificata e sicura solo dopo 5-10 anni dalla totale scomparsa delle cellule cancerose e molti pazienti con tumori in stadio avanzato muoiono comunque nonostante le cure, prima di cinque anni o anche dopo, in caso di recidive.
Questi effetti collaterali e l'incertezza del successo creano l'attrazione dell'opinione pubblica e dei pazienti per i trattamenti alternativi contro il cancro, con l'intento di causare meno effetti collaterali o la speranza (priva di riscontri) di aumentare i tassi di sopravvivenza, oltre che a causa di una sfiducia generalizzata verso la ricerca oncologica che, secondo i detrattori, non avrebbe fatto significativi passi negli ultimi quarant'anni, nonostante le ingenti somme stanziate dagli Stati, dalle industrie farmaceutiche e a quelle raccolte tramite la beneficenza.

### La mancata efficacia dei metodi alternativi
I trattamenti alternativi al cancro non hanno in genere studi clinici riconosciuti, o i risultati non sono stati pubblicati a causa del rifiuto di pubblicare dati che mostrano che un trattamento non funziona. Tra coloro che sono stati pubblicati, la metodologia è spesso scarsa. Se gli studi esistono, come nel metodo Di Bella, essi sono commissionati ed effettuati dagli stessi sostenitori della terapia o condotti in maniera parziale e considerata inappropriata.
Al 2006 la revisione sistematica di 214 articoli che coprono 198 sperimentazioni cliniche dei trattamenti alternativi al cancro ha concluso che quasi nessuno ha garantito un'utilità ai pazienti, a qualsiasi dose vengano somministrati i componenti. Questi tipi di trattamenti spesso appaiono e scompaiono rapidamente, a volte spinti da campagne popolari o giornalistiche, a volte anche con fini politici (come nel caso della Nuova medicina germanica), verso sperimentazioni che non hanno successo, o verso condanne giudiziarie.

## Le teorie del complotto
Il tema è molto dibatutto nelle teorie del complotto, poiché, secondo i sostenitori, tali tecniche sarebbero utili ed efficaci a curare il cancro, ma il loro studio e il loro sviluppo sarebbero messi sotto silenzio dalla comunità scientifica in base a diversi motivi, soprattutto economici.
Altre volte, semplicemente, le medicine alternative e la pseudoscienza sostengono teorie non verificate sulla genesi stessa dei tumori, oltre che sui rimedi. Esempi della suddette terapie sono "Il cancro è un fungo" (sostenuta da un ex medico radiato), il metodo Di Bella, la nuova medicina germanica, la cura di Giuseppe Zora
 e la terapia contro il cancro proposta nell'omeopatia.